# Кальсетта Руис, Моника
Моника Кальсетта Руис (исп. Mónica Calzetta Ruiz; род. 29 ноября 1972, Женева) — испанская шахматистка, гроссмейстер среди женщин (2003).

## Биография
Многократная участница женских чемпионатах Испании по шахматам, в которых завоевала семь золотых (1997, 2000, 2002, 2004, 2005, 2007, 2009) и три серебряных (1996, 1999, 2013) медали. 
В 1992 году в Антверпене заняла четвертое место на мировом чемпионате среди студенток. В 1995 году в Кишинёве участвовала в межзональном турнире на первенство мира. В 2000 году в Нью-Дели участвовала в женском чемпионате мира по шахматам, где проиграла в первом туре. В 2008 году заняла четвертое место на международном шахматном турнире «Chambery Masters» в Франции и выполнила норму мужского международного мастера (IM).
Представляла Испанию на одиннадцати шахматных олимпиадах (1992—1996, 2000—2012, 2016) и девяти командных чемпионатах Европы по шахматам (1997—2011, 2015).